# A Dream’s a Dream
A A Dream's a Dream című dal a brit Soul II Soul 1990-ben megjelent kislemeze második Vol. II: 1990 - A New Decade című stúdióalbumukról. A dalban Victori Wilson-James énekel. A dal Hollandiában, és az Egyesült Királyságban Top 10-es slágerlistás helyezést ért el. Ausztráliában, Belgiumban, Németországban, Írországban, Svédországban, és Svájcban Top 20-as helyezést ért el. Az Egyesült Államokban a dal a Billboard Dance Club Songs toplista 3. helyéig jutott. Új-Zélandon a 8 helyezést sikerült elérnie.

## Kritikák
A Billboard kritikusa csábítónak, és nyugodt klub dalnak írta le a dalt, mely kissé alábbhagyott korábbi erőfeszítéseiből. Azonban a dal énekesnőjének, Victoria Wilson-Jamesnek éneke feldobja a dalt.

## Számlista
A-oldal
1. A Dream's a Dream (A Night At The Opera Mix) 5:45

B-oldal
1. A Dream's a Dream (Club Dub) 4:25
2. Courtney Blows 4:32

## Slágerlista
| Slágerlista (1990)                   | Legjobb helyezések |
| ------------------------------------ | ------------------ |
| Ausztrália (ARIA)                    | 27                 |
| Ausztria (Ö3 Austria Top 40)         | 16                 |
| Belgium (Ultratop 50 Flanders)       | 14                 |
| Germany (Official German Charts)     | 15                 |
| Hollandia (Single Top 100)           | 6                  |
| Új-Zéland (Recorded Music NZ)        | 8                  |
| Svédország (Sverigetopplistan)       | 19                 |
| Svájc (Schweizer Hitparade)          | 14                 |
| UK Singles (Official Charts Company) | 6                  |
| US Billboard Hot 100                 | 85                 |
| US Hot Dance Club Songs (Billboard)  | 3                  |
| US Hot R&B/Hip-Hop Songs (Billboard) | 19                 |